# Valove, Krîvîi Rih
Valove (în ucraineană Валове) este localitatea de reședință a comunei Valove din raionul Krîvîi Rih, regiunea Dnipropetrovsk, Ucraina.

## Demografie
Componența lingvistică a localității Valove
     Ucraineană (94,53%)
     Rusă (5,17%)
     Alte limbi (0,08%)
Conform recensământului din 2001, majoritatea populației localității Valove era vorbitoare de ucraineană (94,53%), existând în minoritate și vorbitori de rusă (5,17%).